# Heervaart

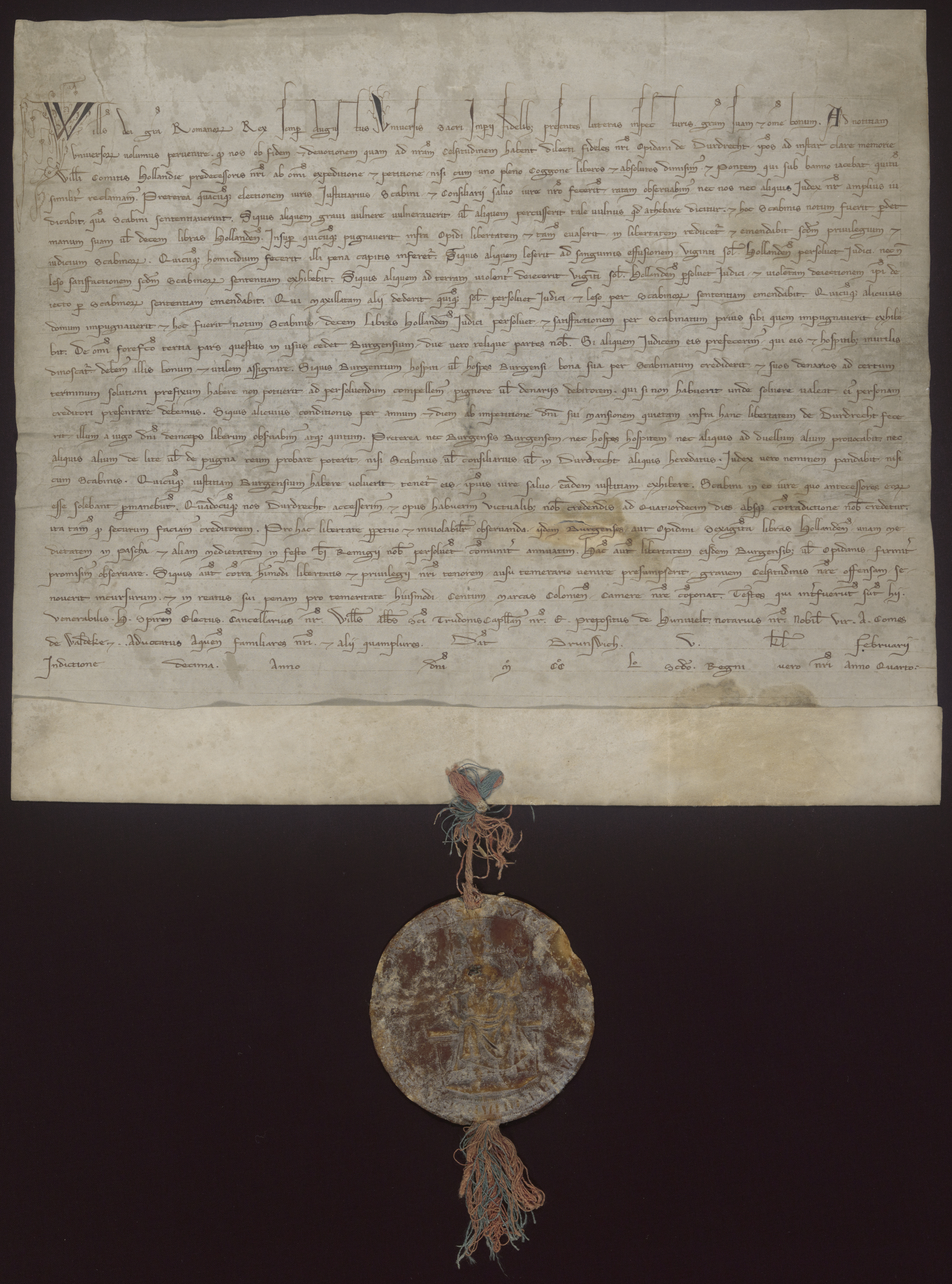
Akte uit 1252 waarbij door graaf Willem II van Holland aan de stad Dordrecht voorrechten betreffende onder meer de heervaart worden verleend

Heervaart was een soort dienstplicht in de middeleeuwen en hield in dat in tijden van oorlog de graaf of landsheer een aantal mannen per ambacht verplichtte om voor korte duur krijgsdienst te verrichten. Dezen moesten dan uitrukken met hun heerkoggen die aanvankelijk werden geroeid, later ook gezeild. Heerkoggen hadden op het voor- en achterschip kastelen die het mogelijk maakten aanvallen uit te voeren vanaf grotere hoogte.
Het aantal mannen hing af van het het aantal inwoners van een plaats of van de oppervlakte van het door de bewoners bewerkte land. Dit werd uitgedrukt in riemtalen en gaf het aantal riemen met de daarbij behorende manschappen aan dat elk dorp moest leveren voor het bemannen van de voor de strijd benodigde koggen. Later werd het ook mogelijk de heervaart af te kopen door voor ieder riemtal een bepaald bedrag te betalen. Met de opbrengst hiervan kon de graaf krijgsknechten inhuren.
In de 15e eeuw werd dit vervangen door soudijgeld, een door de inwoners van het graafschap te betalen belasting die werd gebruikt om de soudeniers of huurlingen te betalen. Eind 15e eeuw kwam er een einde aan de heffing van soudijgeld en kwam het systeem van de weerbare mannen in gebruik.